# Campeonato Europeo Femenino Sub-19 de la UEFA 2023
El Campeonato Europeo Femenino Sub-19 de la UEFA 2023 fue la vigésimo cuarta edición que se celebra de este torneo. La fase final se realizó en Bélgica desde el 18 al 30 de julio de 2023.

## Clasificación
El Comité Ejecutivo de la UEFA aprobó el 18 de junio de 2020 un nuevo formato de clasificación para el Campeonato Femenino Sub-17 y Sub-19 a partir de 2022. La competición de clasificación se jugará en dos rondas, con equipos divididos en dos ligas, con ascenso y descenso entre ligas después de cada ronda similar a la Liga de las Naciones de la UEFA.
Un total récord de 52 (de 55) naciones de la UEFA participarán en la competición de clasificación, y la anfitriona Bélgica también compite a pesar de que ya se clasificó automáticamente, y siete equipos se clasificarán para el torneo final al final de la ronda 2 para unirse a los anfitriones. El sorteo de la ronda 1 se llevó a cabo el 31 de mayo de 2022 a las 15:00 CET (UTC+1), en la sede de la UEFA en Nyon, Suiza.

## Equipos clasificados
Los siguientes equipos se clasificaron para el torneo final.
| Equipo          | Manera de clasificar | Participaciones | Última participación  | Mejor participación                     |
| --------------- | -------------------- | --------------- | --------------------- | --------------------------------------- |
| Bélgica         | Anfitrionas          | 5º              | 2019 (fase de grupos) | Fase de grupos (2006, 2011, 2014, 2019) |
| Alemania        | Ganadoras Grupo A1   | 18º             | 2022 (fase de grupos) | Campeón (2002, 2006, 2007, 2011)        |
| República Checa | Ganadoras Grupo A2   | 2º              | 2022 (fase de grupos) | Fase de grupos (2022)                   |
| Francia         | Ganadoras Grupo A3   | 17º             | 2022 (Semifinal)      | Campeón (2003, 2010, 2013, 2016, 2019)  |
| España          | Ganadoras Grupo A4   | 16º             | 2022 (fase de grupos) | Campeón (2004, 2017, 2018, 2022)        |
| Islandia        | Ganadoras Grupo A5   | 3º              | 2009 (fase de grupos) | Fase de grupos (2007, 2009)             |
| Austria         | Ganadoras Grupo A6   | 2º              | 2016 (fase de grupos) | Fase de grupos (2016)                   |
| Países Bajos    | Ganadoras Grupo A7   | 10º             | 2019 (Semifinal)      | Campeón (2014)                          |

## Sedes
| La Louvière          | Lovaina           | La Louvière Lovaina Tubize |
| -------------------- | ----------------- | -------------------------- |
| Stade du Tivoli      | Den Dreef Stadion | La Louvière Lovaina Tubize |
| Capacidad: 12.500    | Capacidad: 10.020 | La Louvière Lovaina Tubize |
|                      |                   | La Louvière Lovaina Tubize |
| Tubize               |                   | La Louvière Lovaina Tubize |
| RBFA Academy Stadium | Stade Leburton    | La Louvière Lovaina Tubize |
| Capacidad: 2.000     | Capacidad: 8.100  | La Louvière Lovaina Tubize |
|                      |                   | La Louvière Lovaina Tubize |

## Sorteo
El sorteo de la fase final del Campeonato Europeo Femenino Sub-19 de 2023 se realizará el 26 de abril, en la sede de la Real Federación Belga de Fútbol (RBFA) en Tubize a las 10:00 HEC.

## Fase de grupos
Participarán 8 equipos, los mejores 2 de cada grupo avanzarán a semifinales.
Todos los horarios son locales, CEST (UTC+2).

### Grupo A
| Equipo       | Pts | PJ | PG | PE | PP | GF | GC | Dif |
| ------------ | --- | -- | -- | -- | -- | -- | -- | --- |
| Países Bajos | 6   | 3  | 2  | 0  | 1  | 6  | 2  | 4   |
| Alemania     | 6   | 3  | 2  | 0  | 1  | 9  | 3  | 6   |
| Austria      | 4   | 3  | 1  | 1  | 1  | 4  | 9  | -5  |
| Bélgica      | 1   | 3  | 0  | 1  | 2  | 3  | 8  | -5  |

| 18 de julio de 2023, 17:30 | Alemania                                                         | 6:0 (4:0) | Austria | RBFA Academy Stadium, Tubize                        |                                                     |
|                            | - Nachtigall 16', 29' - Şehitler 18', 77' - Alber 26' - Kett 49' | Reporte   |         | Asistencia: 306 espectadores Árbitra: Abigail Byrne | Asistencia: 306 espectadores Árbitra: Abigail Byrne |

| 18 de julio de 2023, 20:30 | Bélgica | 0:3 (0:1) | Países Bajos                             | Den Dreef Stadion, Lovaina                          |                                                     |
|                            |         | Reporte   | - 30' Huizenga - 55' Henry - 86' Tolhoek | Asistencia: 3384 espectadores Árbitra: Ewa Augustyn | Asistencia: 3384 espectadores Árbitra: Ewa Augustyn |

| 21 de julio de 2023, 17:30 | Bélgica | 0:2 (0:1) | Alemania               | Leburton Stadium, Tubize                              |                                                       |
|                            |         | Reporte   | - 36' Kett - 51' Alber | Asistencia: 2548 espectadores Árbitra: Frida Klarlund | Asistencia: 2548 espectadores Árbitra: Frida Klarlund |

| 21 de julio de 2023, 20:30 | Austria    | 1:0 (0:0) | Países Bajos | RBFA Academy Stadium, Tubize                       |                                                    |
|                            | - Mädl 69' | Reporte   |              | Asistencia: 430 espectadores Árbitra: Sabina Bolic | Asistencia: 430 espectadores Árbitra: Sabina Bolic |

| 24 de julio de 2023, 17:30 | Austria                                       | 3:3 (1:0) | Bélgica                                     | Tivoli Municipal Stadium, La Louvière                   |                                                         |
|                            | - Rukavina 11' - Natter 50' (pen.) - Mädl 59' | Reporte   | - 47' Jacobs - 56' Ampoorter - 60' Detruyer | Asistencia: 1479 espectadores Árbitra: Jelena Cvetković | Asistencia: 1479 espectadores Árbitra: Jelena Cvetković |

| 24 de julio de 2023, 17:30 | Países Bajos                                            | 3:1 (1:1) | Alemania      | Leburton Stadium, Tubize                                |                                                         |
|                            | - Veit 42' (a.g.) - Keukelaar 62' - Van Gool 81' (pen.) | Reporte   | - 27' Açıkgöz | Asistencia: 621 espectadores Árbitra: Michèle Schmölzer | Asistencia: 621 espectadores Árbitra: Michèle Schmölzer |

### Grupo B
| Equipo          | Pts | PJ | PG | PE | PP | GF | GC | Dif |
| --------------- | --- | -- | -- | -- | -- | -- | -- | --- |
| Francia         | 9   | 3  | 3  | 0  | 0  | 6  | 1  | 5   |
| España          | 6   | 3  | 2  | 0  | 1  | 10 | 2  | 8   |
| Islandia        | 3   | 3  | 1  | 0  | 2  | 3  | 6  | -3  |
| República Checa | 0   | 3  | 0  | 0  | 3  | 0  | 10 | -10 |

| 18 de julio de 2023, 17:30 | República Checa | 0:1 (0:1) | Francia            | Tivoli Municipal Stadium, La Louvière                |                                                      |
|                            |                 | Reporte   | 26' (a.g.) Bárková | Asistencia: 206 espectadores Árbitra: Frida Klarlund | Asistencia: 206 espectadores Árbitra: Frida Klarlund |

| 18 de julio de 2023, 20:30 | Islandia | 0:3 (0:2) | España                                     | Leburton Stadium, Tubize                               |                                                        |
|                            |          | Reporte   | - 11' González - 36' Benítez - 89' Camacho | Asistencia: 402 espectadores Árbitra: Jelena Cvetković | Asistencia: 402 espectadores Árbitra: Jelena Cvetković |

| 21 de julio de 2023, 17:30 | Islandia                                  | 2:0 (1:0) | República Checa | Tivoli Municipal Stadium, La Louvière                   |                                                         |
|                            | - Kristjánsdóttir 13' - Jörundsdóttir 85' | Reporte   |                 | Asistencia: 217 espectadores Árbitra: Michèle Schmölzer | Asistencia: 217 espectadores Árbitra: Michèle Schmölzer |

| 21 de julio de 2023, 20:30 | Francia                        | 2:0 (0:0) | España | Den Dreef Stadion, Lovaina                          |                                                     |
|                            | - Fontaine 56' - Ribadeira 79' | Reporte   |        | Asistencia: 458 espectadores Árbitra: Abigail Byrne | Asistencia: 458 espectadores Árbitra: Abigail Byrne |

| 24 de julio de 2023, 20:30 | Francia                                   | 3:1 (2:1) | Islandia           | RBFA Academy Stadium, Tubize                       |                                                    |
|                            | - Ribadeira 27' - Neller 45' - Benera 89' | Reporte   | - 33' Sveinsdóttir | Asistencia: 434 espectadores Árbitra: Ewa Augustyn | Asistencia: 434 espectadores Árbitra: Ewa Augustyn |

| 24 de julio de 2023, 20:30 | España                                                                          | 7:0 (4:0) | República Checa | Den Dreef Stadion, Lovaina                         |                                                    |
|                            | - Camacho 4', 38' - Martret 13' - Benítez 17' - González 73' - Moral 78', 90+2' | Reporte   |                 | Asistencia: 278 espectadores Árbitra: Sabina Bolic | Asistencia: 278 espectadores Árbitra: Sabina Bolic |

## Fase final
|  | Semifinales     | Semifinales |             |       | Final | Final |
|  |                 |             |             |       |       |       |
|  | 27 de julio     |             |             |       |       |       |
|  |                 |             |             |       |       |       |
|  | Países Bajos    | 0           |             |       |       |       |
|  | Países Bajos    | 0           | 30 de julio |       |       |       |
|  | España          | 1           |             |       |       |       |
|  | España          | 1           | España (p.) | 0 (3) |       |       |
|  | 27 de julio     |             | España (p.) | 0 (3) |       |       |
|  |                 | Alemania    | 0 (2)       |       |       |       |
|  | Francia         | Alemania    | 0 (2)       | 2     |       |       |
|  | Francia         |             |             | 2     |       |       |
|  | Alemania (t.s.) | 3           |             |       |       |       |
|  | Alemania (t.s.) | 3           |             |       |       |       |

### Semifinales
| 27 de julio de 2023, 17:30 | Países Bajos | 0:1 (0:1) | España       | Leburton Stadium, Tubize                           |                                                    |
|                            |              | Reporte   | - 12' Bartel | Asistencia: 778 espectadores Árbitra: Ewa Augustyn | Asistencia: 778 espectadores Árbitra: Ewa Augustyn |

| 27 de julio de 2023, 20:30 | Francia                     | 2:3 (2:2, 2:0) (t. s.) | Alemania                               | RBFA Academy Stadium, Tubize                       |                                                    |
|                            | - Ribadeira 18', 21' (pen.) | Reporte                | - 57' Veit - 90+3' Platner - 115' Kett | Asistencia: 597 espectadores Árbitra: Sabina Bolic | Asistencia: 597 espectadores Árbitra: Sabina Bolic |

### Final
| 30 de julio de 2023, 17:30 | España                                               | 0:0 (t. s.)(3:2 p.)        | Alemania                                | Den Dreef Stadion, Lovaina                            |                                                       |
|                            |                                                      | Reporte                    |                                         | Asistencia: 3011 espectadores Árbitra: Frida Klarlund | Asistencia: 3011 espectadores Árbitra: Frida Klarlund |
|                            |                                                      | Tiros desde el punto penal |                                         |                                                       |                                                       |
|                            | - Enrique - Lloris - González - Corrales - Villafañe |                            | - Veit - Diehm - Hils - Bartz - Deutsch |                                                       |                                                       |

|                           |
| Bandera de España         |
| Campeón España 5.º título |

## Repesca
El 4 de octubre de 2023, después de que la FIFA confirmara el aumento de plazas, la UEFA decidió otorgar una plaza al ganador del partido por el quinto lugar.
En play-off participaron el tercer lugar del Grupo A y el tercer lugar del grupo B.
| 4 de diciembre de 2023 | Islandia | 0:6 (0:4) | Austria                                                                | Futbol Salou Sports Center, Salou, España |                        |
| 17:00                  |          | Reporte   | - Ojukwu 11', 45' - Aistleitner 23', 45+5' (pen.) - Ziletkina 70', 87' | Árbitra: Abigail Byrne                    | Árbitra: Abigail Byrne |

## Clasificados aColombia 2024
| Bandera de los Países Bajos | Bandera de Alemania | Bandera de Francia | Bandera de España | Bandera de Austria |
| Países Bajos                | Alemania            | Francia            | España            | Austria            |
| --------------------------- | ------------------- | ------------------ | ----------------- | ------------------ |